# Haliet
Haliet, ook steenzout of klipzout, is een mineraal, een halogenide. Het bestaat uit het zuivere natriumchloride, dat net als keukenzout de chemische samenstelling NaCl heeft. Het heeft een kubisch vlakgecentreerde haliet- of steenzoutstructuur met een ribbe van 564,02 pm. De ruimtegroep is Fm3m.
Haliet is een belangrijke bron voor de winning van natrium, vaak in de vorm van natronloog of natriumhydroxide: NaOH, en van chloor. Dit proces is de basis voor een uitgebreide tak van de chemische industrie. NaCl is een goed oplosbaar zout dat door verdamping in woestijnachtige omstandigheden kan worden gevormd. Er bevinden zich in het oosten van Nederland ook zoutafzettingen. Het bedrijf AkzoNobel dankt daar voor een deel zijn ontstaan aan.

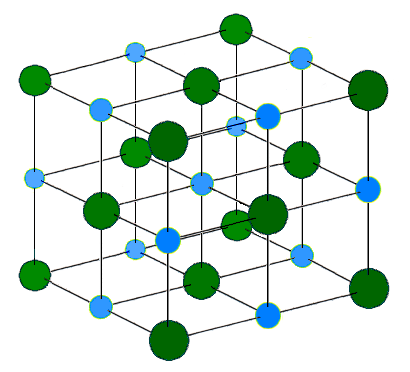
Kristalrooster van haliet

## Mineralen
- Lijst van mineralen